# Indústria minaire de Guinea Equatorial
La regulació de la indústria minaire de Guinea Equatorial és regulada pel Ministeri de Mines, Indústria i Energia, que supervisa les activitats de les indústries de la mineria i del petroli. L'exploració d'hidrocarburs i la producció és el nucli de l'economia de Guinea Equatorial i representa més del 90 per cent de l'ingrés nacional de Guinea Equatorial. Com a resultat, s'ha prestat poca atenció a l'exploració i fent ús dels recursos minerals del país. No hi ha extracció minaire comercial, encara que hi ha operacions menors mineres d'or. El govern equatoguineà ha dut a terme exploracions preliminars que mostren oportunitats potencials per a la mineria de diamants i coltan, i el Ministeri de Mines està promovent el potencial miner del país amb l'esperança d'atreure els inversors.
Històricament, els pobles de Guinea Equatorial produïen or i ferro abans de colonitzats per Espanya. Durant el règim colonial, no es van realitzar operacions mineres comercials. Després de la independència de Guinea Equatorial el 1968 geòlegs soviètics i francesos van trobar jaciments potencials d'or, bauxita, estany, tungstè i coltan. Exploracions addicionals realitzades per GEMSA, una aliança d'empreses hispanoguineana, i UMCEG (Ocean Energy, anteriorment denominada Regne Meridian Corporation) va fer estudis aeris i terrestres, així com la creació de bases de dades SIG.
El Govern reivindica la propietat de tots els recursos minerals, i els regula en virtut de la llei 9/2006 (en substitució de l'antiga Llei de Mineria, 9/1981).

## Or
Encara s'usa tècniques minaires artesana per obtenir l'or dels rius a Riu Muni, principalment a les àrees de Cogo, Akonibe i Mongomo. El Govern de Guinea Equatorial creu es van produir col·lectivament almenys 2,3 tones d'or a partir d'aquestes petites operacions.
En 2006 el Servei Geològic dels Estats Units informà que es van produir a Guinea Equatorial uns 200 kgs d'or.

## Diamants
Els indicadors de dipòsits de diamants de Gabon s'estenen fins a la frontera sud del Riu Muni, i el govern de Guinea Equatorial creu que les exploracions poden mostrar jaciments potencials de diamants al sud-est de Riu Muni.

## Coltan
El Govern informa que s'ha trobat evidències de la presència de coltan (columbita-tantalita, un mineral tàntal) a prop d'Aconibe i Akamiken. Tanmateix, s'hi ha fet poca exploració en aquestes àrees.